# 社稷野球場
社稷野球場（サジクやきゅうじょう、朝: 사직야구장（サジンニャグジャン）、英: Sajik Baseball Stadium）は、韓国釜山広域市東萊区にある野球場。
KBOリーグで最初に1シーズン観客動員数100万人を突破し、2008年には137万人を記録した人気球団のロッテ・ジャイアンツの本拠地（1986年 - 現在）。収容人数約3万人。日本の横浜スタジアムをモデルとして造られた球場である。近年はボールパーク化のための改修を重ね、フィールドシートやスタンド席の増設、グラウンドの天然芝化が行われている。

## 概要
日本の横浜スタジアムをモデルとして造られた球場であり、1986年以降、ロッテ・ジャイアンツが本拠地として使用している。
2002年アジア競技大会の野球競技会場としても使用された。
2005年6月28日には日本プロ野球の千葉ロッテマリーンズ－福岡ソフトバンクホークス戦が行われる予定であったが、興行面での調整が付かず中止となっている。
開場当時は韓国初の人工芝の球場で2005年までは人工芝のグラウンドであったが、選手たちから硬いグラウンドで故障しやすいという苦情を受けて2006年から全面天然芝となった。
2008年、姉妹球団である千葉ロッテマリーンズの本拠地であるZOZOマリンスタジアムと同様に、内野バックネット裏にリボンビジョンが設置された。
収容人員は、球場の施設を所有、管理する釜山広域市側による公式資料では同球場は30,133席となっているが、2009年から内野にエキサイティングゾーン設置などで受容人員を減らし、野球の公式戦では満員で28,500人になるように調整された。
2012年の公式戦開幕に備えて、スコアボードのボールカウントを『SBO』表示から『BSO』表示に変更した。また同シーズン前に背番号「11」がロッテの永久欠番となった崔東原を称えるメモリアルプリントが一塁側ベンチ前に設置される。2012年11月8日から11月11日にかけて、プロ野球アジアシリーズ2012が本球場で開催された（試合結果は該当項目参照。）。
2014年シーズン前にスコアボードを全面表示タイプにリニューアルしている。
2016年、球団側が照明塔の交換費用を負担する代わりに球場名に球団名を使うことで釜山広域市と協議し、球場名が「釜山ロッテスタジアム」に変更される予定だったが、最終的に中止となった。 国内球場で初めてLED照明を設置した。 レフト側外野席にグランピングゾーンを新設したため、座席が26,800席に減った。
2022年、大幅な改修工事を行う。ホームプレートとバックストップ間の間隔を観客席側に2.884メートル引き、ダックアウトもホームプレート側に1.5メートル引く工事を実施した。 従来の古くて狭いダグアウトの空間を広げる作業が行われ、ダックアウトの隣に位置していたエキサイティングゾーンをなくし、ブルペンに入る投手のウォーミングアップスペースとした。 また、外野フェンスは4.8mから6mへと高くなり、フェンスまでの距離も左右は95mから95.8mに、中央は118mから121mに伸びた。

## 交通機関
- 釜山都市鉄道3号線・総合運動場駅下車、徒歩約10分。社稷駅からも徒歩10分弱。